# Магалецький Олег Володимирович
Магалецький Олег Володимирович  (нар. 26 серпня 1989) — український громадсько-політичний діяч, підприємець, учасник російсько-української війни, операційний менеджер, волонтер, стратег. Співзасновник ГО «Центр AXIOS» — провайдера послуг підтримки захисників України, що повертаються з війни та Форуму Вільних Народів Постросії — міжнародної платформи, що об'єднує лідерів поневолених націй та регіонів Росії, а також представників політичного та медійно-аналітичного істеблішменту інших держав з ціллю деімперіалізації, денацифікації, демілітаризації Північної Євразії.

## Біографія
Олег Магалецький народився 26 серпня 1989 року у м. Житомир в Україні. Тут пройшло його дитинство, у місті він закінчив середню школу. Після цього переїхав до Києва, де мешкає до теперішнього часу.

## Освіта
2010 — закінчив Державний торговельно-економічний університет, менеджмент організацій, факультет готельно-ресторанного та туристичного бізнесу, бакалавр. Під час навчання в університеті отримав досвід роботи в різних сферах, зокрема в HoReCa, на міжнародних виставках та в туристичній галузі, підприємництво

## Кар'єра в бізнесі
В 2010  році почав працювати спеціалістом у Державному агентстві України з туризму та курортів. З 2010 по 2011 роки був керівником проектів у компанії All Motion, яка спеціалізувалася на менеджменті проектних команд, налагодженні комунікацій усередині колективів, проведенні різноманітних заходів: від масштабних (понад 1000 учасників) до локальних (для 10-20 осіб).
З 2011 до 2016 року Магалецький був співзасновником і головним виконавчим директором ABSURD Pubs. Ця компанія спеціалізувалася на ресторанному бізнесі. Одночасно з 2012 року і дотепер Олег стає головним виконавчим директором фірми Magaletsky C&M — організації, яка займається консалтинговим бізнесом.
В період 2016—2017  рік Олег працював головним виконавчим директором Центру AXIOS. — провайдера послуг із правової, соціально-психологічної підтримки та сприяння зайнятості захисників України, які повертаються до цивільного життя, що об'єднав понад 100 компаній і став важливим гравцем на ринку праці. Зокрема, ініціював створення профільної галузевої асоціації, розробив платформу «Знайди себе в ІТ»[ангажоване джерело]. У цей же час (з 2016 по 2018 роки) Магалецький працював на посаді керівника проектів у компанії «Перша приватна броварня».
З 2019 року і до теперішнього часу Олег є генеральним директором ТОВ ЛАН ТРЕЙС (компанія є інтернет-провайдером).

## Громадська діяльність
В 2004 року Олег Магалецький взяв активну участь в Помаранчевій революції.. Підтримував Віктора Ющенка. Був серед тих, хто за допомогою акцій протесту, мітингів, пікетів та іншими способами вимагав перерахунку голосів на Донеччині, де було зафіксовано масові фальсифікації та підробку бюлетенів на користь Віктора Януковича.
В період 2013—2014  був активістом у ході подій Революції Гідності. Зокрема, був серед тих, хто взяв участь у протистоянні з провладними силовиками у Подіях 1 грудня 2013 року на Банковій , 19 січня на Грушевського, та 18—21 лютого.
У період з 2014 року і до теперішнього часу Олег багаторазово давав інтерв'ю чи коментарі з найрізноманітніших актуальних політичних питань. Зокрема в таких ЗМІ як Idel.Реалії, FREEДОМ та інших

## Політична діяльність
В 2022  став співзасновником Форуму Вільних Держав Постросії. Ця організація займається проведенням заходів, зустрічей, конференцій та громадських дискусій, пов'язаних з темою розпаду Росії. Зокрема, діяльність Форуму спрямована на пошук сценаріїв, які зроблить процес деколонізації та деімперіалізації та розпаду Росії контрольованим, незворотнім та успішним для безпеки Європи та Азії. Центрами проведення публічних виступів ставало багато міст Європи (Прага, Варшава, Гданськ, Гельсінгборг, Лондон, Париж, [Берлін]], Рим), а також Японії (Токіо) і США (Вашингтон, Нью-Йорк, Філадельфія). До участі в цих заходах залучалися як активісти регіоналістських (Сибірське обласництво, Вільна Інгрія, Балтійська республіканська партія) та національно-визвольних рухів (Вільний Ідель-Урал, Чеченська Республіка Ічкерія, Комітет Башкирського спротиву , Комітет Інгуської Незалежності, Ерзянський національний рух та ін.), а також відомі політики та експерти з міжнародних відносин.
2023 року Олег Магалецький став засновником геостратегічної ініціативи Practice Geopolitics Hub та автором концепції «Зовнішньополітична доктрина для України».
Ключові цілі та принципи Доктрини:
- Забезпечити мир, безпеку та процвітання в умовах багатополярного світу
- Адаптивність до змін у глобальному середовищі